# Demjén László (könyvkereskedő)
Demjén László (Balmazújváros, 1836. április 3. – Kolozsvár, 1886. február 14.) könyvkereskedő, könyvkiadó, Demjén László festő apja.

## Élete
Atyjának halála (1851) után nagybátyja Stein János kolozsvári könyvkereskedő üzletébe állott be. 1860-ban Kolozsvárt önálló könyvkereskedést nyitott, és 1861-ben nőül vette Barabás Miklós festőművész Henriette nevű leányát, akitől 1873-ban elvált. 1870-ben Bécsben is könyvkereskedést nyitott (Kärtnerstrasse 28). 1872-ben már ismét Kolozsváron volt, az újonnan alapított egyetem könyvtárosaként működött. 1873-ban a könyvkereskedést a főtéri Plébániaházba, 1881-ben az Bel-Torda (Egyetem) utcába, utóbb megint a Fő térre költöztette. 1884-től antikváriumot is működtetett. 
Üzletében festményeket és fényképeket állított ki, illetve színezett fényképeket is árusított. Ő készíttette Berlinben azt a Petőfi-arcképet, amelynek terjesztését utóbb Magyarországon betiltották. Több tudományos illetve szakkönyvet adott ki, többek között Concha Győző, Deák Farkas, Kőváry László és Meltzl Hugó munkáit.
Öccsének öngyilkosságát követően szintén öngyilkos lett. 

## Cikkei
- Jellemrajzok Sámi László életéből (Kelet 1881. 253. sz.),
- Nyegleség a könyvkereskedelemben (Corvina, 1879.),
- Remittenda, Disponenda (Corvina, 1880.),
- Egy könyvkereskedő újévi elmélkedései (Corvina, 1883.)
- A magyar könyvkereskedői usancecodex (Corvina, 1883.)